# Bartolomeo Berrettaro

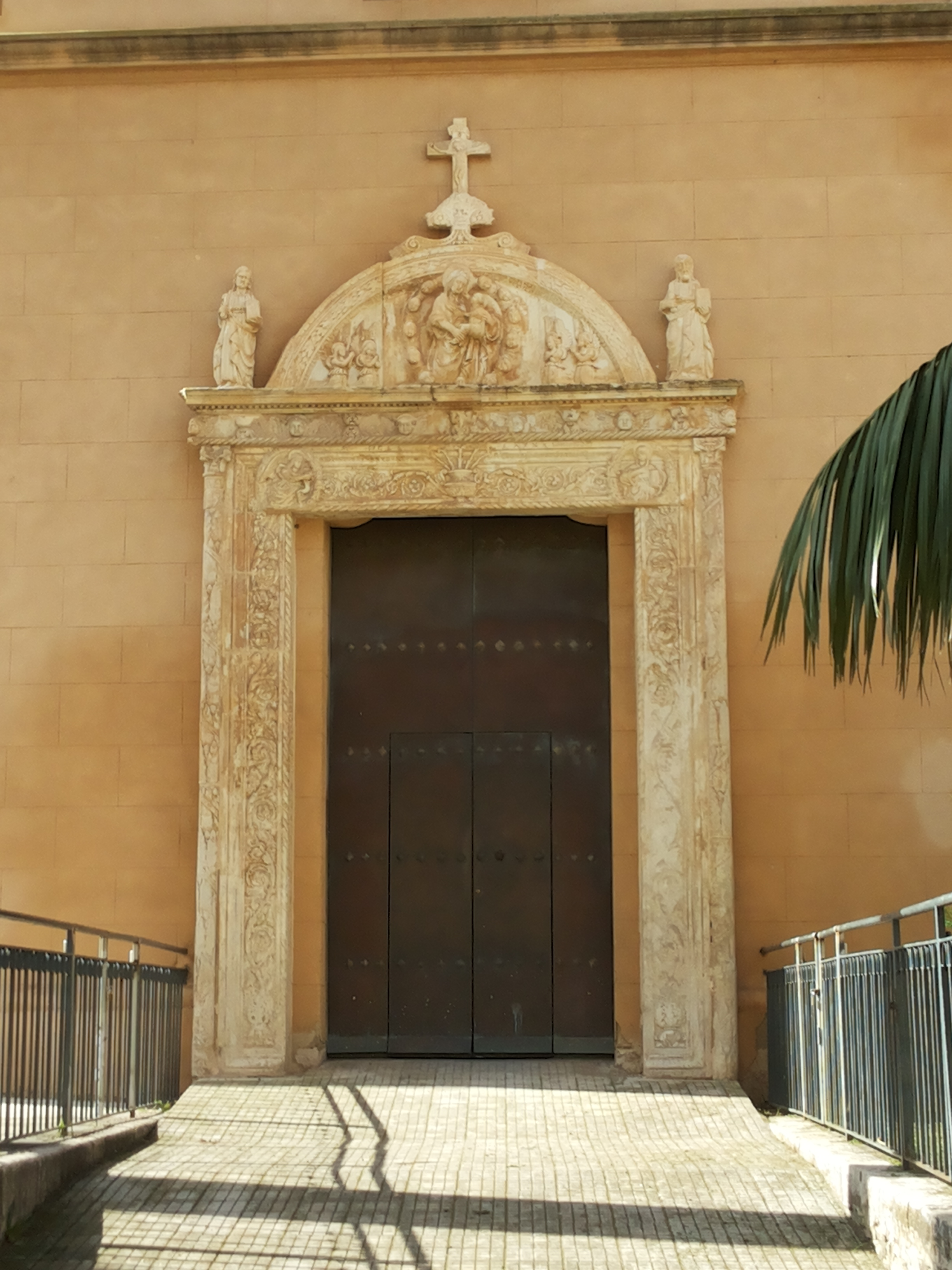
Portale lato est, Duomo di Alcamo.

Bartolomeo Berrettaro (Toscana, fine del XV secolo – Alcamo, 3 agosto 1524) è stato uno scultore italiano.

## Biografia
Bartolomeo Berrettaro o altrimenti Bartolomeo Birrittaro, com'è comunemente appellato in Sicilia, nasce in Toscana alla fine del XV secolo. Appartiene alla corrente toscano-carrarese già attiva presso la Corte Partenopea. I componenti in cerca di nuove committenze si spingono più a Sud stabilendosi in parte a Messina, a Palermo e relative province. La corrente introduce in Sicilia lo stile Rinascimentale con opere d'arte sacra e profana che spaziano dai monumenti celebrativi a quelli commemorativi. Dedito alla statuaria in qualità di sculptores o magistri marmorarii, anche come costruttori e architetti fabricatores, il Berrettaro è annoverato nell'elenco del Privilegium pro marmorariis et fabricatoribus stilato in Palermo il 18 settembre 1487 e spesso citato nella monumentale opera di Gioacchino Di Marzo negli anni 1868 - 1880 circa la scultura e gli artisti operanti in Sicilia a cavallo del XIV, XV e XVI secolo.
Fratello di Antonino Berrettaro. Nel 1499 diviene cittadino di Alcamo, come attesta l'iscrizione fra le figure della facciata del Duomo di Alcamo. Gran parte della formazione è merito dell'immensa fucina costituita dalla bottega dei Gagini.
Come tanti altri artisti giunti dal settentrione, anche Bartolomeo Berrettaro e Giuliano Mancino creano un sodalizio artistico e nel 1513 costituiscono una società per tre anni con lo scopo di comprar grani, formaggi ed altri generi a Palermo e in tutta Sicilia e mandarli in Toscana reinvestendo i proventi per l'acquisto di marmi per nuove commissioni in Sicilia. 
Il 19 ottobre del 1517 la società fra i due scultori è sciolta.
Morto nel 1524, Giandomenico Gagini porta a termine un'opera lasciata incompiuta nella Cattedrale di Marsala.
Parecchie opere autografe sono presenti in Sicilia e nel comprensorio di Palermo: Chiaramonte Gulfi, Polizzi Generosa, Termini Imerese, Trapani, Alcamo, Calatafimi, Erice, Marsala, Mazara del Vallo, Sciacca.

## Opere

### Agrigento e provincia
- 1503, Madonna del Soccorso, statua marmorea con raffigurazioni di Putto, Angelo e Demone, commissione con la collaborazione di Giuliano Mancino, opera destinata alla chiesa dei Confrati di San Barnaba (derivata in chiesa di Sant'Agostino), oggi custodita nella basilica di Maria Santissima del Soccorso di Sciacca.[1]
- 1506, Madonna della Catena, statua marmorea, opera già documentata nella primitiva Cappella Maurici della basilica di Maria Santissima del Soccorso di Sciacca.

### Enna e provincia
- XVI secolo, Tribuna, manufatto marmoreo, con la collaborazione di Giuliano Mancino, attribuzione, opera custodita nella basilica di San Leone di Assoro.
- 1523, Annunciazione, gruppo marmoreo formato dalle statue della Vergine Annunciata e dell'Angelo Annunciante, in alto il Dio Padre fra Troni e Serafini. Alla morte di Bartolomeo la commissione passa nel 1525 a Antonino Berrettaro. Per magistrale stile d'esecuzione delle statue è pertanto verosimile che siano state scolpite da Antonello Gagini. Opere scomposte documentate nella chiesa del convento di Santa Maria del Carmelo di Nicosia.[2][3]

### Palermo e provincia
- XVI secolo, Madonna della Candelora o del Soccorso, statua marmorea, opera custodita nel duomo della Santissima Trinità di Castronovo di Sicilia.
- 1504, Arco marmoreo, manufatto marmoreo, commissione con la collaborazione di Giuliano Mancino raffigurante Dio Padre Onnipotente, l'Annunciazione, la Madonna del Soccorso e Sant'Agostino, figurine di Sante e Santi, la pala d'altare sorretta dalle figure delle Virtù Cardinali e Sarcofago di Giorgio Bracco con raffigurate le Virtù Teologali. Due portali comunicanti rispettivamente con la sacrestia e col convento. Manufatti scomposti nel 1672 col rifacimento della chiesa e con la costruzione del nuovo cappellone. Gli inserti superstiti sono posti all'esterno della porta laterale della chiesa di Sant'Agostino di Palermo.[4]
- 1508, Monumento sepolcrale, manufatto marmoreo realizzato in collaborazione con Giuliano Mancino commissionato da Carlo d'Aragona, barone di Avola. Il monumento consta di arco, pilastri con capitelli, architrave arricchito da fregi, scudi recanti le armi di casa Alliata, sarcofago con figura femminile giacente sul coperchio e angeli. L'opera è collocata lato vangelo in prossimità dell'altare maggiore della chiesa di Santa Maria di Gesù di Palermo.[5]
- 1509, Tribuna, decorazione marmorea realizzata in collaborazione con Giuliano Mancino, realizzata con pilastri, capitelli e tre arcate poste nel cappellone, decorazioni fitomorfe, scudi con le armi del casato patrocinante, statue e busti di santi, scene raffiguranti episodi di vita di San Francesco d'Assisi, l'Annunciazione e il Cristo Risorto. Altare con raffigurazioni delle Virtù Cardinali, stemmi con armi e tondo nella chiave dell'arco con figura di Vergine con bambino in rilievo. Manufatti commissionati da Carlo Villaraut, barone di Prizzi. Antonio Mongitore[6] riporta che il 2 di aprile del 1672 collassò in questa chiesa il cappellone e due cappelle contigue. La Madonna con bambino sedente, le statue di Sant'Antonio di Padova e San Bernardino da Siena, i tondi in marmo raffiguranti l'Annunziata e Arcangelo Gabriele, San Bernardino da Siena e San Ludovico da Tolosa in rilievo, ritrovati in seguito e oggi posti ai lati del cappellone secondo la tesi di Giovan Battista Filippo Basile sono verosimilmente componenti superstiti della primitiva tribuna. Opere documentate nella chiesa di Santa Maria degli Angeli detta la «Gancia» di Palermo.[7]
- 1514, Cona marmorea custodita nella città di San Mauro Castelverde. Sulla parete di fondo del presbiterio della Chiesa di San Giorgio Martire campeggia il retablo commissionato, come recita l’iscrizione sulla predella, da un tale Andrea de Marta nel 1514 a un anonimo artista che Gioacchino Di Marzo (1880-83) identifica dubitativamente con Giuliano Mancino e Bartolomeo Berrettaro [8] . Al primo si può quasi con certezza ricondurre la Vergine con il Bambino all’interno della nicchia con volta cassettonata e forse parte della predella con gli Apostoli. Al secondo scultore, oppure a un altro anonimo artista ancora da individuare, coadiuvato da altri autori, sarebbero da riferire i Santi Pietro e Paolo, posti ai lati della Vergine sul primo registro, unitamente alle due formelle con l’Annunciata e l’Angelo Annunciante del secondo ordine, nonché al riquadro con San Giorgio che uccide il drago con ai lati i due Santi Mauro e Nicola sul penultimo registro e il Dio Padre sulla lunetta.
- XVI secolo, Abside, manufatto marmoreo e stucchi, con la collaborazione di Giuliano Mancino, raffigurante la Vergine con bambino in Gloria raffigurata su nimbi, schiere di putti alati e San Francesco d'Assisi, opera custodita in fondo all'altare maggiore della chiesa di Santa Maria degli Angeli detta la Gancia di Palermo.
- 1521, Monumento sepolcrale, manufatto marmoreo commissione per Niccolò Cito, opera documentata nella chiesa di San Giacomo la Marina di Palermo.[9]
- 1523, Porte e Finestre, manufatti marmorei commissionati da Geronimo Bellacera e realizzati con la collaborazione di Antonino Berrettaro. Delle opere già ai tempi di Gioacchino di Marzo non giunge nulla, al posto del palazzo Bellacera è documentato il palazzo de' lo Faso, marchesi di San Gabriele, in via Alloro alla Kalsa di Palermo.[9]
- 1500, Presepe o Natività, manufatto marmoreo realizzato con la collaborazione di Francesco del Mastro, il completamente della figura del Bambino è attribuito ad Antonello Gagini. Opera custodita nella Cappella della Natività della basilica di Maria Santissima Assunta di Petralia Sottana.[10]
- 1496, Custodia, manufatto marmoreo commissionato a Giorgio da Milano dalla Compagnia del Sacramento per la Cappella del Sacramento, ma realizzata e completata in tempi successivi da Bartolomeo Berrettaro (iniziale collaborazione di Giuliano Mancino), Pier Paolo di Paolo Romano, Luigi di Battista, decorata da Johannes de Matta. Opera raffigurante la Trasfigurazione di Cristo, scene varie, Mosè, Elia e Apostoli. Il Cristo Trasfigurato dopo il disassemblaggio, assieme ad altre figure è collocato all'esterno della facciata nel portico, in seguito nella Cappella di San Giuseppe, i profeti inseriti nei pilastri del cappellone, le figure degli apostoli confinate in un magazzino. Opere custodite nella chiesa di Santa Maria Assunta di Polizzi Generosa.[11]
- 1508, Madonna con bambino, statua marmorea, opera custodita nella chiesa di Santa Maria Assunta di Polizzi Generosa.
- 1521, Trittico, arco marmoreo e scene di vita di Santi, eseguito con la collaborazione di Francesco lo Mastro, del fratello Antonino. Raffigura la Vergine con Bambino tra San Francesco d'Assisi (sulla realizzazione del volto della figura del Poverello è probabile l'intervento di Antonello Gagini) e Sant'Antonio di Padova. Opera proveniente dalla chiesa di San Francesco d'Assisi dell'Ordine dei frati minori conventuali e custodita nella Cappella di San Gandolfo della chiesa di Santa Maria Assunta di Polizzi Generosa.[12]
- 1504, Polittico, manufatto marmoreo, commissione in collaborazione con Giuliano Mancino concepita per i procuratori della Cappella del Sacramento di Termini Imerese. L'opera è consegnata in modo scomposito e in tempi successivi all'ingrandimento dell'edificio, la Nostra Donna del Soccorso seduta col bambino in grembo è documentata al presente nel nell'abside, dietro l'altare maggiore. Le figure di San Pietro Apostolo, San Paolo Apostolo, San Giacomo Maggiore e San Giovanni Battista, sono documentate da Gioacchino di Marzo malposte nel prospetto. Nelle ultime due figure si riconosce la mano del Giuliano Mancino. La commissione è completata con lo scioglimento della società dopo il 1517. I manufatti disassemblati della facciata sono al presente sostituiti con copie, gli originali sono posti all'interno del tempio. Gli elementi superstiti del polittico destinato alla primitiva chiesa di Santa Maria la Nova sono custoditi nel duomo di San Nicola di Bari di Termini Imerese.[13][14]

### Ragusa e provincia
- 1511, Madonna della Neve, manufatto marmoreo realizzato con la collaborazione di Giuliano Mancino. In mancanza di documenti di commissione certi, l'attribuzione deriva dall'attestazione documentale derivante l'azione legale intrapresa per il recupero credito nei confronti dei committenti. Opera custodita nel duomo di San Giorgio di Modica.[15][16]
- 1511, Madonna delle Grazie, manufatto marmoreo realizzato con la collaborazione di Giuliano Mancino. In mancanza di documenti di commissione certi, l'attribuzione deriva dall'attestazione documentale derivante l'azione legale intrapresa per il recupero credito nei confronti dei committenti. Opera custodita nella chiesa di Santa Maria di Gesù di Chiaramonte Gulfi.[15]

### Trapani e provincia
- 1499, Bassorilievo, manufatto marmoreo raffigurante la Madonna fra vari angeli, opera presente nel prospetto della chiesa di Santa Maria del Soccorso di Alcamo.[17]
- 1499c., Portale, manufatto marmoreo, opera presente nel prospetto della chiesa del Carmine di Alcamo.[18]
- 1499, Portale, manufatto marmoreo con raffigurazioni dell'Annunciazione, Madonna con bambino fra gli apostoli Pietro e Paolo, Crocifissione, committente Stefano Adragna. L'opera costituisce un ingresso minore della basilica di Santa Maria Assunta di Alcamo.[17][19]
- 1505, Portale, manufatto marmoreo con raffigurazioni fitomorfi nei pilastri laterali. L'opera è documentata come varco d'accesso alla sacrestia della basilica di Santa Maria Assunta di Alcamo.[17]
- 1507, Portale, manufatto marmoreo, attribuzione, opera presente nel prospetto della chiesa di Santa Maria del Gesù di Alcamo.[20]
- 1517 - ?, Cappella Adragna, manufatti marmorei commissionati da Stefano Adragna, la commissione è completata con lo scioglimento della società con Giuliano Mancino dopo il 1517. Opere documentate nella chiesa dell'Annunziata o Carmine di Alcamo.[21]

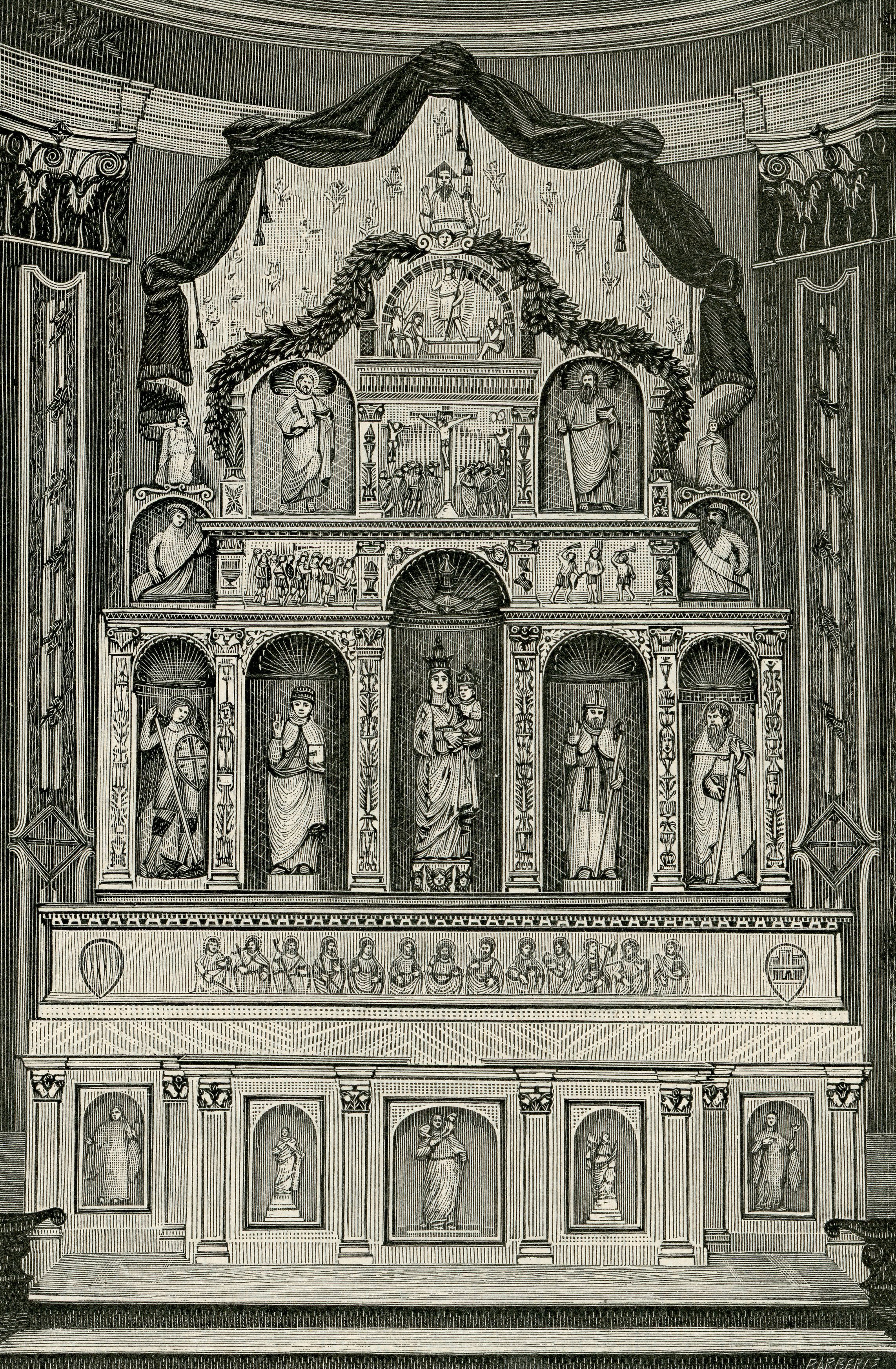
Polittico marmoreo all'interno della chiesa madre San Silvestro Papa di Calatafimi.

- 1516, Polittico, manufatto marmoreo eseguito con la collaborazione di Giuliano Mancino, presenta le raffigurazioni degli Apostoli, Cristo benedicente, la Madonna con Bambino, San Silvestro Papa, San Michele Arcangelo, San Nicola di Bari, Sant'Antonio Abate, il Giudizio di Pilato, la Flagellazione di Gesù, i Profeti, l'Annunciazione del Signore, la Crocifissione di Gesù fra San Pietro e San Paolo, la Risurrezione, il Padre eterno, opera custodita in fondo alla tribuna della basilica di San Silvestro Papa di Calatafimi.[22]
- 1490c. - 1512, Cappella Liotta, manufatti marmorei, sepolcro del committente Antonio La Liotta † 1512 o Liotta o Aliotta con raffigurazione d'uomo giacente, cane e rappresentazioni delle Virtù (la Fede, la Giustizia, la Temperanza, la Prudenza, la Fortezza e la Pietà), realizzato con la collaborazione di Giuliano Mancino. L'aggregato comprende le sepolture del nobile Girolamo La Liotta † 1599, alla cui famiglia spettava il patronato della Cappella della Madonna del Soccorso, di una congiunta † 1600, e la statua marmorea della Madonna del Soccorso o Madonna della mazza. Opere custodite nella cattedrale di San Tommaso di Canterbury di Marsala.[23]
- 1518 - 1530, Custodia sacramentale, manufatto marmoreo commissionato per la Cappella del Santissimo Sacramento, iniziale collaborazione tra Bartolomeo e il fratello Antonino Berrettaro. Nel 1524 dopo la morte di Bartolomeo l'onere del completamento e della consegna definitiva della custodia passano al fratello Antonino. Il ciborio presenta il rilievo del Calice e Ostia delimitati dalle raffigurazioni dell'Annunciazione e della Crocifissione di Gesù in alto Dio Padre. Nel 1530 il lavoro è condotto a termine con l'intervento magistrale di Antonello e del figlio Giandomenico Gagini, con la realizzazione aggiuntiva dell'altare e dell'arco. Opera custodita nella cattedrale di San Tommaso di Canterbury di Marsala.[24][25]
- 1514, Porta, manufatto marmoreo con otto scomparti raffiguranti Episodi della vita di Sant'Egidio, lo Stemma della confraternita, la Crocifissione, la Vergine con bambino fra angeli e santi, opera riassemblata nella navata destra della chiesa della Confraternita di Sant'Egidio di Mazara del Vallo.[26]
- 1514, Ancona, manufatto marmoreo, con la collaborazione di Giuliano Mancino, del cognato Antonello Di Battista, dei fratelli Pietro e Paolo, del giovine Pietro loro nipote per la tribuna della Madonna con bambino e Scene della vita di Cristo. Raffigurante Gesù benedicente fra gli Apostoli, i quattro Dottori della Chiesa, due Santi Re, la Vergine fra otto Cherubini, San Pietro, San Paolo, San Giovanni Battista, San Giuliano, Cena Eucaristica, Orazione nell'orto, la Cattura di Gesù, la Condanna di Gesù, Gesù e i ladroni, la Deposizione, la Pietà, San Giacomo Maggiore, i Profeti, la Nascita di Cristo, la Resurrezione, la Crocifissione, Dio Padre. Opera custodita nel duomo di Santa Maria Assunta di Monte San Giuliano o Erice.[27]
- XVI secolo, San Francesco, statua marmorea, eseguita in collaborazione col fratello Antonino, opera custodita nella chiesa di Sant'Antonio da Padova di Salemi.[28]
- 1509, Portale, manufatto marmoreo realizzato in collaborazione con Giuliano Mancino recante nei sei scomparti raffigurazioni di Storie della vita di San Giuliano Vescovo, opera proveniente dall'antica chiesa di San Giuliano o chiesa di Santa Maria della Nuova Luce e riassemblato nel Museo regionale Agostino Pepoli di Trapani.[29][30]

### Calabria e province
- XVI secolo, Pietà, bassorilievo marmoreo con lunotto, in collaborazione col fratello Antonino, opera custodita nella chiesa di San Giorgio Martire di Pizzo Calabro.[31]